# Lim Kim
Lim Kim (tên khai sinh: Kim Ye-rim, Hangul: 김예림; hanja: 金藝琳 vào 21 tháng 1 năm 1994) là một ca sĩ người Hàn Quốc của hãng giải trí Mystic89. Cô là thành viên của nhóm nhạc Togeworl cùng với Do Dae-yoon. Cô thi đấu trong cuộc thi hát Superstar K3 với tư cách là một thành viên của Togeworl, đạt vị trí thứ ba. Trong năm 2013, Kim ra mắt như một ca sĩ solo và được biết đến với bài hát "All Right".

## Tiểu sử
Kim sinh ra ở Hàn Quốc. Thời trung học, cô quyết định đi nước ngoài theo học trường trung học Leonia ở New Jersey. Trong khi theo học trường trung học vào năm 2011, cô nghe nói cuộc thử giọng cho các cuộc thi hát Hàn Quốc Superstar K3 ở New York. Cô hỏi một nam sinh viên Hàn Quốc là Do Dae-yoon, người được biết đến như là một tay guitar tuyệt vời tại trường, để thử giọng với nhau, mặc dù cô không biết về anh ta nhiều. Do Dae-yoon đồng ý, họ thành lập ban nhạc Togeworl. Togeworl vượt qua buổi thử giọng và bay đến Seoul để tiếp tục thi đấu. Bộ đôi này thành công, họ đã được chọn và được hướng dẫn bởi ca sĩ-nhạc sĩ Yoon Jong Shin. Cuối cùng, họ kết thúc ở vị trí thứ 3 trong cuộc thi này, sau Ulala Sesion và Busker Busker.
Sau cuộc thi, Kim và Do vẫn ở Hàn Quốc, nơi họ tiếp tục được đào tạo âm nhạc. Họ đã ký một hợp đồng với Mystic89. Togeworl phát hành ca khúc đầu tiên của họ vào tháng 2 năm 2012 với nhạc nền trong The Romantic của đài truyền hình TVN. Kim bắt đầu theo học trường trung học ở Bundang-gu, Seoul vào tháng 3 năm 2012.
Vào tháng 3 năm 2012, Kim đã xuất hiện trong bộ phim Shut Up Flower Boy Band, và phát hành một bài hát cho nhạc phim, "Love U Like U", một bản song ca với L của nhóm nhạc Infinite.
Mặc dù Togeworl lên kế hoạch để ra mắt vào năm 2013, thành viên Do Dae-yoon đã phải quay trở lại Hoa Kỳ, do các vấn đề với trường trung học. Vì điều này, Kim đã quyết định ra mắt như một nghệ sĩ solo trước khi tái hợp như một bộ đôi. 
Vào tháng 6 năm 2013, Kim phát hành Bản mở rộng A voice, dẫn đầu là bài hát "All Right". Bài hát đã thành công, đạt vị trí thứ 2 trên Bảng xếp hạng Âm nhạc Gaon. Kể từ đó, cô phát hành Bản mở rộng thứ hai Her voice vào tháng 9 và album đầy đủ Goodbye 20 vào tháng 11.

## Sự nghiệp

### Album
| Tên        | Album | Xếp hạng | Doanh thu    |
| Tên        | Album | Kor      | Doanh thu    |
| ---------- | --- | -------- | ------------ |
| Goodbye 20 | - Released: ngày 18 tháng 11 năm 2013 - Label: Mystic89 - Publisher: CJ E&M - Format: CD, digital download | - 13     | - KOR: 1,900 |

### Đĩa đơn
| Năm                                                                          | Tên                                             | Xếp hạn | Xếp hạn           | Doanh thu             | Album                                 |
| Năm                                                                          | Tên                                             | KOR [7] | Hot 100 K-Pop [8] | Doanh thu             | Album                                 |
| ---------------------------------------------------------------------------- | ----------------------------------------------- | ------- | ----------------- | --------------------- | ------------------------------------- |
| 2012                                                                         | "Love U Like U" (L and Kim Ye-Rim)              | 27      | 48                | - KOR (DL): 233,000   | Shut Up Flower Boy Band OST Part 5    |
| 2013                                                                         | "Colorring" (컬러링)                            | 16      | 7                 | - KOR (DL): 423,000   | A Voice                               |
| 2013                                                                         | "All Right"                                     | 2       | 3                 | - KOR (DL): 1,062,000 | A Voice                               |
| 2013                                                                         | "Rain"                                          | 5       | 7                 | - KOR (DL): 359,000   | Her Voice                             |
| 2013                                                                         | "Voice" (featuring Swings)                      | 7       | 14                | - KOR (DL): 273,000   | Her Voice                             |
| 2013                                                                         | "I'm Asking You" (부탁할게요)                   | 85      | —                 | - KOR (DL): 54,000    | The Suspicious Housekeeper OST Part 2 |
| 2013                                                                         | "Goodbye 20"                                    | 12      | 18                | - KOR (DL): 200,000   | Goodbye 20                            |
| 2013                                                                         | "Happy Me" (행복한 나를)                        | 4       | 3                 | - KOR (DL): 260,000   | Reply 1994 OST Part 5                 |
| 2014                                                                         | "Roommate" (룸메이트) (Kim Ye-Rim and Eddy Kim) | —       | —                 |                       | Roommate OST Part 1                   |
| 2015                                                                         | "Awoo"                                          | 22      | —                 |                       | Simple Mind                           |
| 2015                                                                         | "Love Game (Almyeon Dachyeo)" (알면 다쳐)       | 29      | —                 |                       | Simple Mind                           |
| "—" denotes releases that did not chart or were not released in that region. |                                                 |         |                   |                       |                                       |